# Collège Saint-Pierre (Uccle)
Pour les articles homonymes, voir Collège Saint-Pierre.
Le Collège Saint-Pierre est un établissement scolaire d’Uccle dans la région de Bruxelles-Capitale, fondé en 1905.

## Historique
Le collège fut fondé en août 1905 sous l'impulsion du cardinal Goossens.
L'accueil des premiers élèves dont le nombre s'élevait à 60 se fit en octobre de la même année.
Une fusion entre le collège et l'école des Servites de Marie eut lieu en 1978, c'est dans les deux années qui suivirent que le collège se transforma en collège mixte.
Le premier directeur laïc fut nommé en 1986.
En 1990, le nombre d'élèves toutes sections confondues s'élevait à 2 700.
En 2012, le nombre d'élèves dans la section secondaire s'élevait à 1 100.
En 2024, le nombre d'élèves dans la section secondaire s'élevait à 1300.

## Liste des directeurs

### Section secondaire

#### Directeurs
- De 1905 à 1925 : abbé Jules Corluy (1876-1936)[2] ;
- De 1925 à 1935 : abbé Arthur Stranart (1885-1961)[2] ;
- De 1935 à 1940 : abbé Pierre-Joseph Van Keerberghen (1890-1978)[2] ;
- De 1940 à 1968 : abbé Léon van den Bruwaene (1904-1982)[2] ;
- De 1968 à 1986 : abbé Raymond Loonbeek (1926-2003)[2] ;
- De 1986 à 1997 : Daniel Pinte[2] ;
- De 1997 à février 2015[réf. souhaitée] : Claude Voglet[2],[3] ;
- De février à août 2015 : Jacques Foucart (Ad-interim) ;
- De septembre 2015 à aout 2022[réf. souhaitée]) : Georges Trémouroux[4] ;
- Depuis août 2022[réf. souhaitée] : Cédric Vandeleene[5].

#### Préfets, proviseurs et directeurs adjoints
- De 1997 à 2015 : Jacques Foucart [6] ;
- De 2015 à 2016 : Luc Vanvolsem;
- De 2016 à 2021 : Jacques Foucart [6] ;
- De 2021 à 2022 : Cédric Vandeleene[7]
- Depuis 2022 : Mathieu Termolle[7]

### Section primaire
- 2000-2019 : Jean-Pierre Leblanc[4] ;
- Depuis septembre 2019 : Matthieu Desmarchelier.

### Section maternelle
- De … à 2016 : Véronique Roelandt[8] ;
- De 2020 à 2024 : Bérénice Sandron (Ad-interim)[4].
- Depuis août 2024 : Tanguy Van Exter

## Anciens élèves et professeurs célèbres

### Religieux et théologiens
- Fleury De Lannoy (1876-1950), ancien élève, historien et prêtre catholique
- Jean Schoonjans (1897-1976), ancien élève, prêtre catholique, historien et enseignant
- Adolphe Gesché (1928-2003), ancien élève, prêtre et théologien
- Roger Gryson (°1938), ancien élève, théologien, bibliste, professeur à l'UCLouvain
- Jean Kamp (1924-2010), ancien élève, prêtre catholique, enseignant et écrivain

### Universitaires et scientifiques
- Raymond M. Lemaire (1921-1997), ancien élève, historien de l'art, spécialiste de la rénovation de monuments, professeur à l'UCLouvain
- François de Callataÿ (°1961), ancien élève, historien de l'art et archéologue
- Hugues Dumont (°1955), ancien élève, professeur de droit constitutionnel à l'Université Saint-Louis
- Jean-Louis De Brouwer (°1954), ancien élève, directeur à la Commission européenne, professeur de droit à l'Université Saint-Louis
- Michel Stockhem (°1964), ancien élève, musicologue, professeur
- Bernard Stevens (°1956), ancien élève, philosophe

### Artistes visuels et auteurs
- Félix De Boeck (1898-1995), ancien élève, artiste peintre
- Marc Deneyer (°1945), ancien élève, photographe
- Patrick Roegiers (°1947), ancien élève, écrivain
- Alain Dierckx (1949-2018), ancien élève, écrivain
- Christian Laporte (°1954), ancien élève, journaliste et écrivain
- Pascal Henrard (°1963), ancien élève, écrivain et scénariste
- Laurence Vielle (°1968), ancienne élève, poétesse
- André Remy, humoriste, créateur de sois Belge et tais-toi ![9]

### Journalistes, animateurs et médias
- Charles van Renynghe de Voxvrie (1900-1982), ancien élève, journaliste et éditeur
- Hugues Dayez (°1964), ancien élève, journaliste culturel
- Thomas de Bergeyck (°1976), ancien élève, journaliste
- Joëlle Scoriels (°1978), ancienne élève, animatrice
- Tatiana Silva (°1985), ancienne élève, présentatrice, Miss Belgique 2005

### Directeurs, Politiques et juristes
- Jean-Charles Snoy et d'Oppuers (1907-1991), ancien élève, homme politique (PSC)
- Christian Panier (°1951), ancien élève, juge et juriste
- Joël Riguelle (°1954), ancien élève, homme politique, bourgmestre de Berchem-Sainte-Agate

### Musiciens, comédiens et acteurs de scène
- Christian Herinckx dit Pascal Racan (°1952), ancien élève, comédien
- Dirk De Moor (°1952), ancien élève, chanteur
- Frédéric Jannin (°1956), ancien élève, dessinateur de bande dessinée, humoriste et musicien
- Renaud De Putter (°1967), ancien élève, compositeur
- Natacha Régnier (°1974), ancienne élève, actrice
- Catherine Demaiffe (°1977), ancienne élève, actrice
- Typh Barrow (°1987), ancienne élève, chanteuse
- Pierre Guillaume (°1987) professeur de langue, guitariste de Black Mirrors[10].

### Dessinateurs et scénaristes de bande dessinée
- Johan De Moor (°1953), ancien élève, dessinateur de bande dessinée
- Thierry Culliford (°1955), ancien élève, scénariste de bande dessinée
- Yves Sente (°1964), ancien élève, dessinateur et scénariste

### Personnalités économiques
- Maurice Lippens (°1943), ancien élève, homme d’affaires

### Sportifs
- Tom Boon (°1990), ancien élève, joueur de l'équipe nationale de hockey sur gazon
- Tanguy Zimmer professeur au Collège et joueur de l'équipe nationale de hockey indoor.

## Projets pédagogiques et scientifiques

### Projet CanSat
Le Collège Saint-Pierre d’Uccle participe depuis plusieurs années au concours CanSat Belgium organisé par l'ESA. Ce projet propose à des élèves de l’enseignement secondaire de construire un mini-satellite de la taille d’une canette capable d’être lancé à haute altitude puis de transmettre des données durant sa descente. En 2023, l’équipe du Collège a présenté la mission « Icarius », dont l’objectif était la mesure de paramètres environnementaux comme la pression, la température ou la qualité de l’air. Le projet mobilise des compétences en physique, programmation embarquée, ingénierie, mathématiques et travail d’équipe.

### Projets environnementaux et durables
Le Collège Saint-Pierre est actif dans le réseau Eco-Schools, qui valorise les écoles engagées dans le développement durable. Des projets comme la gestion d’un potager pédagogique, la biodiversité sur le site scolaire, le tri des déchets et la réduction de l’empreinte carbone sont menés avec les élèves et les enseignants.

### Projets interdisciplinaires et citoyenneté
L’établissement développe des projets pédagogiques transversaux, parmi lesquels :
- des simulations parlementaires en collaboration avec des universités belges ;
- Olympiades de mathématiques, de langues et de sciences;
- des voyages linguistiques et culturels en Europe ;
- des projets de solidarité internationale (notamment avec des écoles partenaires au Rwanda).

### Activités artistiques et théâtre scolaire
Chaque année, les élèves du Collège Saint-Pierre montent une pièce de théâtre qu'ils jouent dans le théâtre du Collège. Ce projet pédagogique et artistique mobilise à la fois les élèves et les enseignants, qui participent à la mise en scène, à la scénographie et à la production du spectacle.
- Pour l'année scolaire 2022-2023, les élèves ont interprété Les Choristes, sous la direction de Luc Verbeeren.
- Pour l’année scolaire 2023-2024, les élèves ont interprété Roméo & Juliette de William Shakespeare, sous la direction de Laurence Pandiella[11].
- Pour l’année scolaire 2024-2025, les élèves ont interprété Les crapauds fous, sous la direction de Anne-Cécile Waeyenbergh et Laetitia Sardo[11].

## Divers

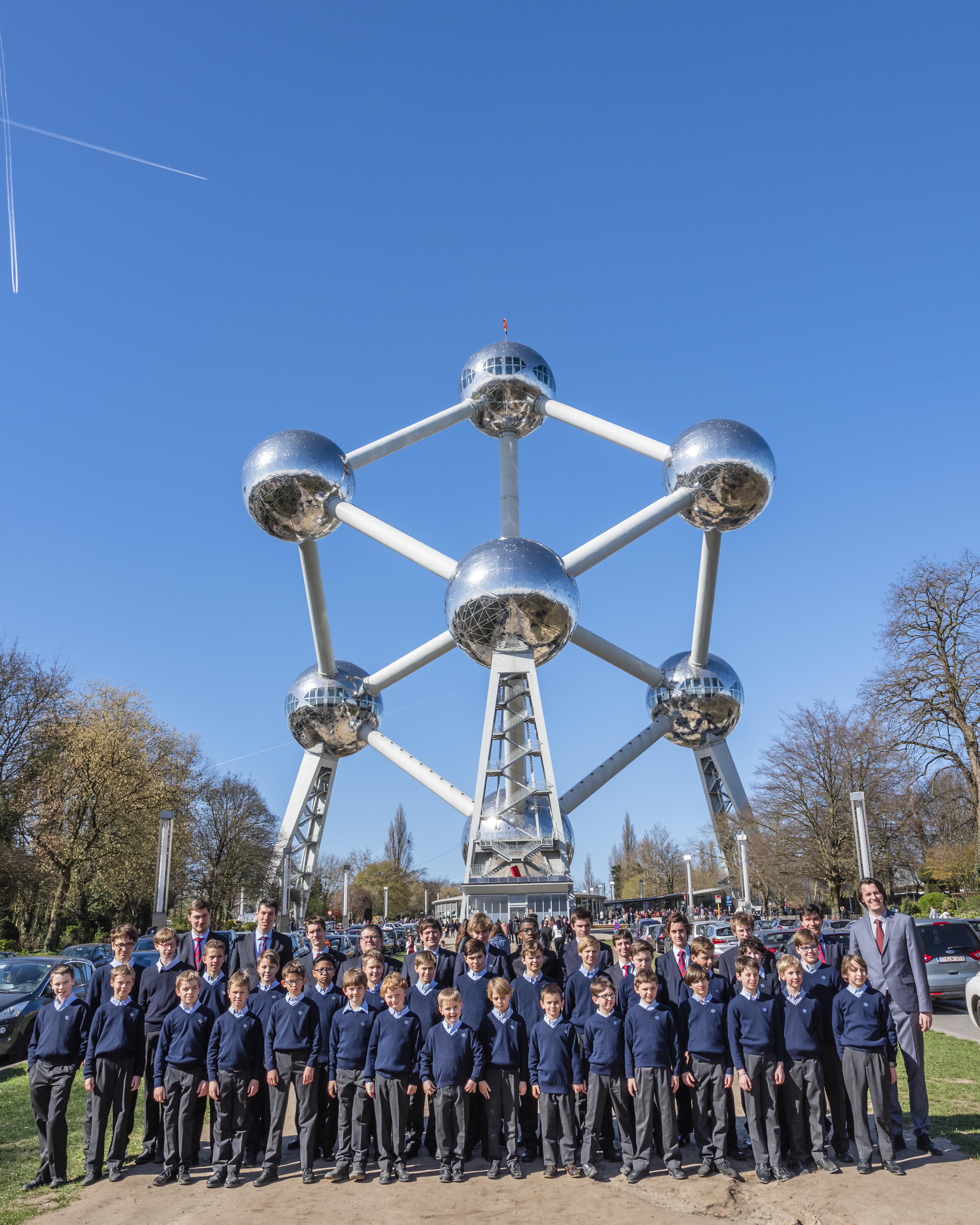
Les Petits Chanteurs du Collège Saint-Pierre en 2019.

- Les Petits Chanteurs du Collège Saint-Pierre, chorale développée par l’abbé Emmanuel Caron à partir de 1950 ;
- La Sainte Vierge et saint Pierre, sculpture d'Alfred Courtens, est exposée au sein du collège.